# 詹尼车钩

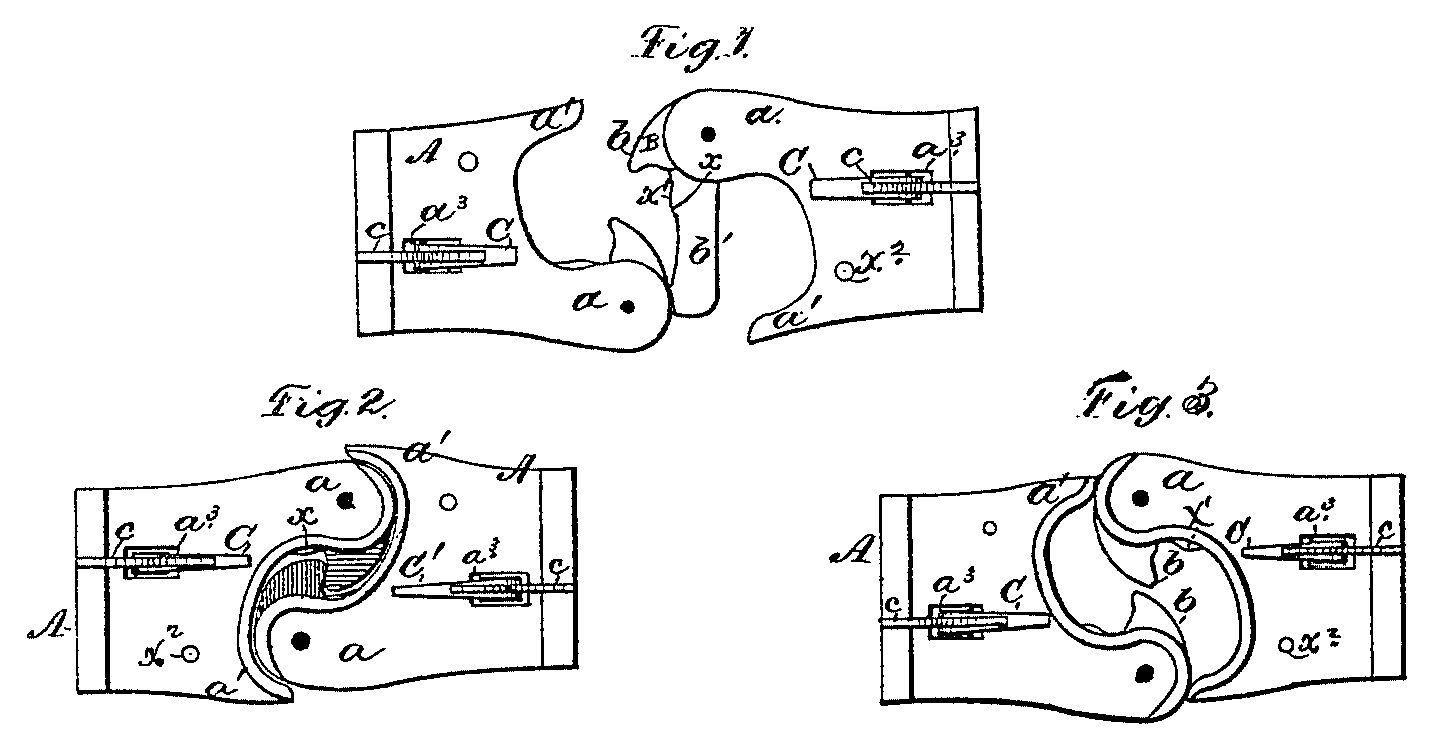
詹尼于1873年出版的关于詹尼车钩的专利申请的俯视设计图

詹尼车钩（英語：Janney coupler），也譯作姜妮車鉤、詹尼車鉤、詹氏車鉤、鄭氏自動掛鉤、鄭氏車鉤，是由美国人伊莱·H·詹尼发明的自动车钩。该款车钩运用于美国、加拿大、墨西哥、日本、中国、古巴、巴西等国。

## 改进

### 巴克艾式车钩
巴克艾式车钩是将詹尼车钩和链式车钩相结合的车钩。

### E型车钩

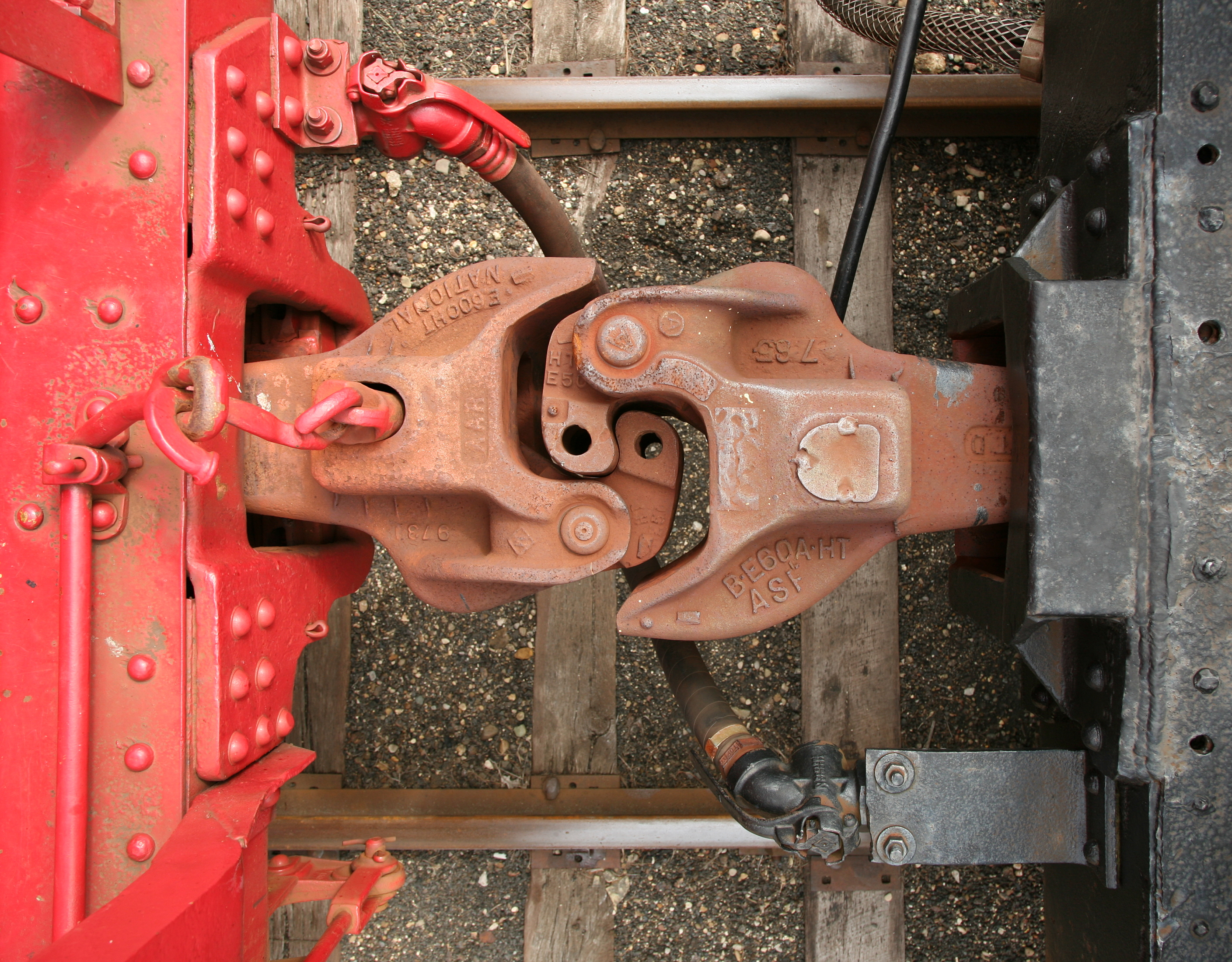
E型车钩

E型车钩是于1930年改进的车钩，该款车钩使用至今。中国大陆在E型车钩的基础上，于1957、1965年先后设计制造了15型车钩和13型车钩。客车使用15号车钩，货车则用13号车钩。

### F型车钩

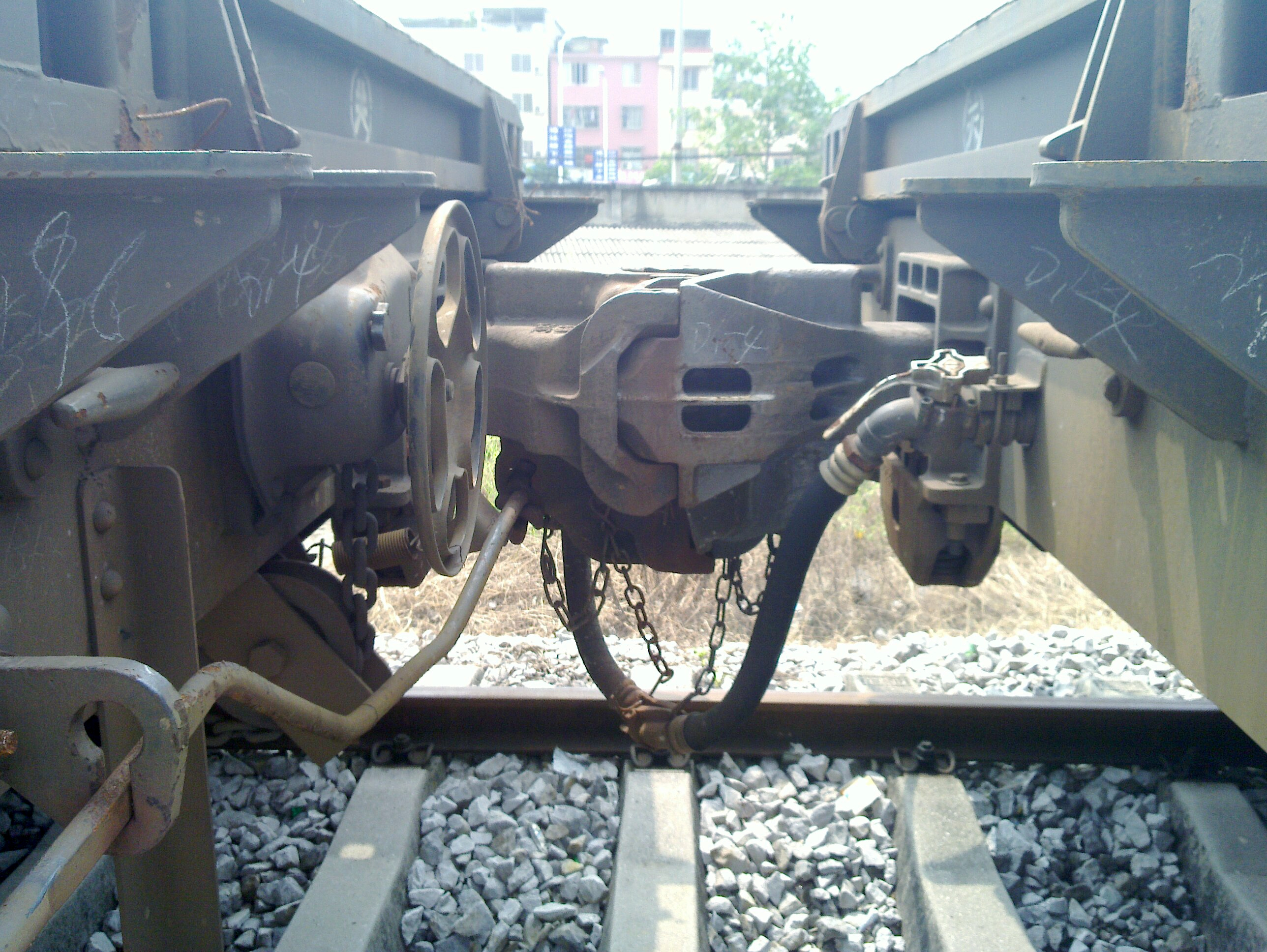
F型车钩连挂时的情况

F型车钩又称“连锁车钩”或“双合车钩”，因为该款车钩可以防止事故发生。中国大陆在F型车钩的基础上，研制出了17型车钩。